# Саратовский военный институт войск национальной гвардии
Саратовский военный ордена Жукова Краснознаменный институт войск национальной гвардии Российской Федерации (сокращённо СВКИ ВНГ РФ) — образовательное учреждение высшего образования Федеральной службы войск национальной гвардии Российской Федерации, готовящее офицеров для службы в войсках национальной гвардии РФ.
Занимается подготовкой офицеров Войск национальной гвардии Российской Федерации (ранее — внутренних войск МВД РФ) с высшим военно-специальным образованием и квалификацией юриста. Является старейшим военно-учебным заведением в системе Войск национальной гвардии. Срок обучения составляет 5 лет, форма обучения очная.

## История
19 мая 1932 года на основании приказа коллегии ОГПУ была создана 4-я школа пограничной охраны и войск ОГПУ с постоянным местом дислокации в городе Саратове.
Фактическое открытие школы состоялось в апреле 1933 года. В апреле 1937 года школа была преобразована в Саратовское военное училище пограничной и внутренней охраны НКВД СССР, а с середины 1937 года была известна как Саратовское военное училище пограничных и внутренних войск НКВД СССР. Обучение длилось полтора года. Для обучения курантов были сформированы четыре пехотных дивизиона, дивизион химиков, дивизион сапёров и курс переподготовки среднего начальствующего состава. В июне 1936 года химический и сапёрный дивизионы были реорганизованы в специальный дивизион.
В ноябре 1936 года в училище появились годичные курсы для подготовки младших командиров войск НКВД, куда принимались отмеченные орденами красноармейцы. В мае 1938 года были образованы пятимесячные ускоренные курсы младших лейтенантов пехоты.
В 1938 году выпускники училища героически сражались с японскими захватчиками у озера Хасан, в 1939 году — у реки Халхин-Гол, в январе 1940 года — на Карельском перешейке в ходе Советско-финляндской войны.
Указом Президиума Верховного Совета СССР от 26 апреля 1940 года выпускник училища лейтенант Дмитрий Иванович Ракус первым в истории учебного заведения удостоился звания Героя Советского Союза.
Особой страницей в летопись истории института вошла Великая Отечественная война. В ходе войны двадцати выпускникам было присвоено звание Героя Советского Союза. Один из них — подполковник Николай Васильевич Мамонов был навечно зачислен в списки личного состава Саратовского военного училища. Всего за годы Великой Отечественной войны Саратовским военным училищем было произведено 16 выпусков, подготовлено 6 тысяч 135 офицеров различных военных специальностей.
В 1947—1949 годах офицеры и курсанты училища участвовали в войсковых операциях по борьбе с националистическими формированиями на Западной Украине и в Прибалтике.
30 августа 1966 года училищу было присвоено имя Ф. Э. Дзержинского.
Указом Президиума Верховного Совета СССР от 6 мая 1982 г. за заслуги в подготовке квалифицированных кадров для внутренних войск училище награждено орденом Красного Знамени и переименовано в Саратовское высшее военное командное Краснознаменное училище имени Ф. Э. Дзержинского МВД СССР.
В 1990 году офицеры и курсанты СВВККУ им. Ф. Э. Дзержинского МВД СССР участвовали в подавлении беспорядков в Баку.
С 1994 по 2009 гг. тысячи выпускников института участвовало в восстановлении конституционного порядка в Чеченской Республике, а затем в контртеррористической операции в Чечне. 42 из них героически погибли во имя обеспечения национальной безопасности Российской Федерации. За проявленное мужество и героизм выпускники института генерал-полковники Анатолий Романов и Михаил Паньков, полковник Александр Никишин удостоены звания Героя России. Подполковник Николай Шевелёв, майор Роман Китанин, старший лейтенант Александр Ковалёв и лейтенант Джафяс Яфаров награждены медалью «Золотая Звезда» посмертно.
20 мая 2017 года директор Федеральной службы войск национальной гвардии Российской Федерации — главнокомандующий войсками национальной гвардии Российской Федерации генерал армии Виктор Золотов вручил орден Жукова Саратовскому военному Краснознаменному институту.
За время существования института было проведено 92 выпуска основного курса и 37 экстерном, подготовлено более 38 тысяч специалистов для войск. За мужество и героизм двадцати четырём воспитанникам присвоено звание Героя Советского Союза, трём выпускникам за участие в восстановлении народного хозяйства в послевоенный период присвоено звание Героя Социалистического Труда, семь выпускников стали Героями России (четверо из них посмертно).

## Структура и органы управления института
Организационно военный институт состоит из:
- Управления, в том числе: командование, 6 отделов (учебный, научно-исследовательский и редакционно-издательский, по работе с личным составом, кадров, строевой, финансовый), 6 служб (юридическая, дежурная, связи, инженерная, РХБЗ, медицинская), 2 групп (боевой готовности, войск и безопасности военной службы), секретно-картографическое отделение, техническая часть и тыл;
- Основных подразделений, в том числе: 5 батальонов курсантов[5], 14 кафедр института[6] и адъюнктуры очного и заочного обучения;
- Подразделений обеспечения, в том числе: батальон обеспечения учебного процесса, узел связи, центр АСУ, учебный центр, учебно-опытная мастерская, типография, военная поликлиника, военный оркестр, клуб, библиотека.

## Прежние названия училища
В разные годы военный институт носил разные названия:
- 4-я школа пограничной охраны и войск ОГПУ (1932—1937)[2]
- Саратовское военное училище пограничной и внутренней охраны НКВД СССР (1937—1939)[2]
- Саратовское военное училище войск НКВД СССР (1939[2]—1946)
- Саратовское военное училище войск МВД СССР (1946—1947)
- Саратовское военное училище войск МГБ СССР (1947—1954)
- Саратовское военное училище войск МВД СССР (1954—1966)
- Саратовское военное училище им. Ф. Э. Дзержинского войск Министерства охраны общественного порядка СССР (1966—1969)
- Саратовское военное училище внутренних войск МВД СССР им. Ф. Э. Дзержинского (1969—1973)
- Саратовское высшее военное командное училище внутренних войск МВД СССР имени Ф. Э. Дзержинского (1973—1982)
- Саратовское высшее военное командное Краснознаменное училище внутренних войск МВД СССР имени Ф. Э. Дзержинского (1982—1991)
- Саратовское высшее военное командное Краснознаменное училище внутренних войск МВД России имени Ф. Э. Дзержинского (1991—1997)
- Саратовский военный Краснознаменный институт внутренних войск МВД России (1997—2004)
- Саратовский военный институт внутренних войск МВД России (2004—2015)[7]
- Саратовский военный Краснознаменный институт внутренних войск МВД России (2015—2016)
- Саратовский военный Краснознаменный институт войск национальной гвардии Российской Федерации (2016—2017)
- Саратовский военный ордена Жукова Краснознаменный институт войск национальной гвардии Российской Федерации[2] (2017—н. в.)

## Начальники училища
- 1932—1933 — Абрамович С. И.[8][9][1]
- 1933—1936 — полковник Панин И. В.[9][10][1]
- 1936—1939 — полковник, комбриг Крамарчук Д. В.[11][1]
- 1939—1942 — полковник Воробейков А. В.[12][13][1]
- 1942—1950 — генерал-майор Городничев И. Ф.[13][1]
- 1950—1957 — полковник Дулов Д. А.[1]
- 1957—1962 — полковник Панов Н. Н.[14][1]
- 1962—1965 — генерал-майор Просянок А. С.[1]
- 1965—1968 — генерал-майор Машовец П. И.[14][15][1]
- 1968—1971 — генерал-майор Радченко М. А.[1]
- 1971—1976 — генерал-майор Нестеров Ю. В.[9][14][1]
- 1976—1987 — генерал-майор Алфёров Ю. Ф.[9][16][1]
- 1987—1994 — генерал-майор Царахов С. К.[17][1]
- 1994—2000 — генерал-майор Горчаков Г. Н.[18][1]
- 2000[1]—2006 — генерал-майор Воронов М. С.[9]
- 2006[19]—2019 — генерал-майор Мухоед С. Д.
- 2019[20]—2024 — генерал-майор Алейник С. И.
- 2024—н. в. — генерал-майор Белоглазов А. М.[21]

## Выпускники-герои
Герои Советского Союза
- генерал-майор Банкузов Анатолий Иванович[22] (05.05.1945)
- полковник Константинов Александр Константинович[22] (26.08.1941)
- полковник Федулов Павел Иванович[22] (27.02.1945)
- полковник Яровой Артемий Сергеевич[22] (08.09.1945)
- подполковник Маковецкий Фёдор Ефремович[22] (17.10.1943)
- подполковник Зенин Илларион Степанович[22] (21.07.1944)
- подполковник Мамонов Николай Васильевич[22] (24.03.1945, посмертно); навечно зачислен в списки 1-й роты 1-го батальона курсантов Саратовского военного института войск национальной гвардии[22].
- майор Машинцев Михаил Савельевич[22] (06.04.1945)
- майор Серёжников Александр Иванович[22] (16.10.1943, посмертно)
- лейтенант Лопатин Алексей Васильевич[22] (18.12.1957, посмертно)
- лейтенант Ракус Дмитрий Иванович[22] (26.04.1940, посмертно)

Герои Социалистического Труда
- полковник Витченко Степан Степанович[23] (23.04.1974)
- капитан Хафизов Шариф Сагирович[22] (31.12.1966)

Герои Российской Федерации
- генерал-полковник Романов Анатолий Александрович[22] (05.11.1995)
- генерал-полковник Паньков Михаил Анатольевич[22] (11.1.2000)
- полковник Никишин Александр Николаевич[22] (12.05.1996)
- подполковник Шевелёв Николай Николаевич[22] (29.01.1997)
- майор Китанин Роман Александрович (07.08.2007, посмертно)
- старший лейтенант Ковалёв Александр Геннадьевич[22] (30.12.1999, посмертно)
- лейтенант Яфаров Джафяс Джафярович[22] (07.07.2000, посмертно)
- генерал-майор Белоглазов Александр Михайлович (2022)[24]